# Martin Polaček
Martin Polaček (* 2. dubna 1990, Prešov, Československo) je slovenský fotbalový brankář, od 2018 hráč klubu Levski Sofia. Mimo Slovensko působil na klubové úrovni v Česku, od roku 2015 je v Polsku.

## Klubová kariéra
Svoji fotbalovou kariéru začal v 1. FC Tatran Prešov, kde prošel všemi mládežnickými kategoriemi. V roce 2009 přestoupil do FC Zbrojovka Brno. Klub se stal hráčovým prvním zahraničním angažmá. V roce 2011 zamířil do FK Spišská Nová Ves. Následně odešel hostovat do FK Bodva Moldava nad Bodvou. V červenci 2012 se stal hráčem FC DAC 1904 Dunajská Streda, odkud po půl roce přestoupil do ŠK Slovan Bratislava. Obratem byl poslán na hostování zpět do Dunajské Stredy. Týmu pomohl k sezoně 2012/13 k návratu do nejvyšší soutěže. V létě 2013 se vrátil do Slovanu. V ročníku 2013/14 získal se týmem ligový titul. V lednu 2015 odešel podruhé na hostování do Dunajské Stredy. V létě 2015 se vrátil do Slovanu.
V červenci 2015 Slovan definitivně opustil a zamířil do polského klubu Zagłębie Lubin, kde podepsal roční smlouvu s opcí na dva roky. V březnu 2016 uzavřel nový kontrakt do konce ročníku 2017/18.

## Reprezentační kariéra
Reprezentoval Slovensko v mládežnických kategoriích.